# Intratec
L'Intratec è stata una fabbrica d'armi da fuoco con sede a Miami in Florida.

## Storia
L'Intratec è nata come Interdynamic USA, una propaggine del produttore svedese di armi da fuoco Interdynamic AB. A causa della mancanza del mercato delle armi da fuoco in Svezia, la Interdynamic AB ha creato una filiale negli Stati Uniti per vendere la KG-99. Chiamata Interdynamic USA, questa società divenne Intratec quando George Kellgren lasciò la compagnia e Carlos Garcia continuò a vendere varianti di KG-99 che fu rinominata TEC-9. La società ha cessato l'attività nel 2001.

## Prodotti

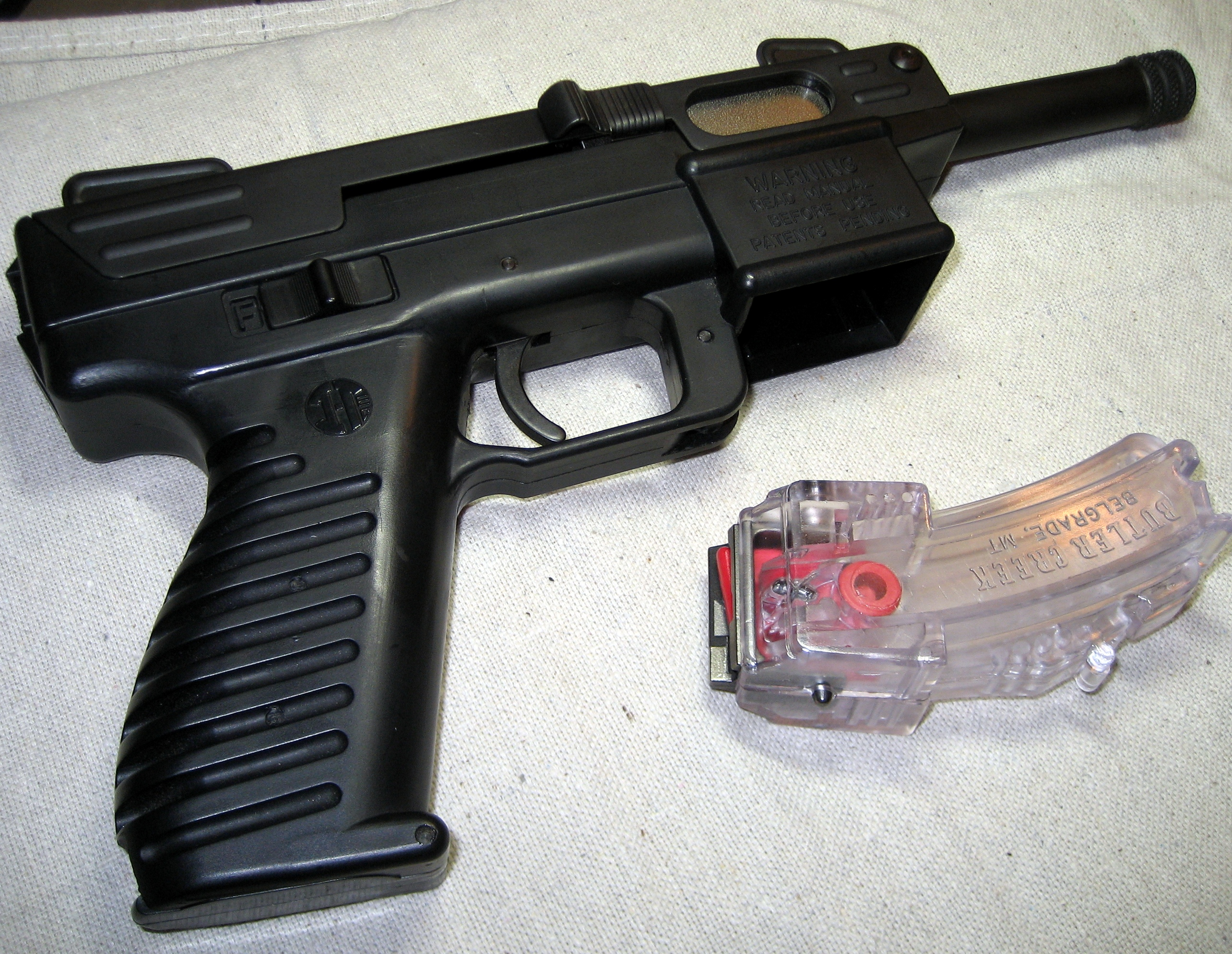
Un TEC-22 con il caricatore

L'azienda era specializzata in pistole mitragliatrici ma ha prodotto anche pistole. Ecco la lista delle armi prodotte:
- TEC-9
- TEC-22
- TEC-38
- Protec-22 e Protec 25 (copie della CZ 45)